# کامل الزیارات
کامل الزیارات یا کامل الزیارات و الذریعه مجموعه‌ای از احادیث و روایات از اهل بیت دربارهٔ شیوه زیارت پیامبر اسلام و امامان شیعه به تألیف ابن قولویه است. این کتاب شامل ۸۴۳ حدیث در ۱۰۸ باب است. تمامی راویان نامبرده در این کتاب توسط ابن قولویه بررسی شده‌اند

## موضوعات
1. ثواب زیارت پیامبر اسلام
2. آداب و ثواب زیارت علی بن ابی طالب
3. آداب و ثواب زیارت حسن بن علی
4. ثواب گریه و اقامه عزا بر حسین بن علی و چگونگی نماز و زیارت در حرم وی (بخش قابل توجهی از کتاب را شامل می‌شود.)
5. شیوه زیارت حرم موسی بن جعفر و محمد بن علی (جواد)
6. شیوه زیارت سایر اهل بیت
7. زیارت مؤمنین
8. زیارت امامزادگان